# Gor (Spanyolország)
Gor egy község Spanyolországban, Granada tartományban. Gor Guadix, Gorafe, Baza, Dólar és Valle del Zalabí községekkel határos. Lakosainak száma 744 fő (2024).

## Népesség
A település népessége az elmúlt években az alábbi módon változott:
| Lakosok száma | 1132 | 1048 | 977  | 920  | 924  | 797  | 767  | 733  | 729  | 744  |
|               | 2001 | 2004 | 2006 | 2009 | 2011 | 2014 | 2016 | 2019 | 2021 | 2024 |